# Palazzo di Renata di Francia
Il palazzo di Renata di Francia è un edificio storico di Ferrara conosciuto anche come palazzo Gavassini e palazzo Pareschi. È sede del rettorato dell'Università degli Studi di Ferrara.
Il palazzo è in uso dal 1959 all’Università degli studi di Ferrara che l'ha acquisito dopo un restauro realizzato dall'architetto Piero Bottoni terminato nel 1963.

## Storia
Il palazzo è stato edificato nel 1475 e fu in seguito dimora della duchessa Renata di Francia, consorte di Ercole II d'Este.
In seguito al terremoto dell'Emilia del 2012 l'edificio ha subito vari danni, è rimasto per pochi anni ancora parzialmente agibile poi, dal 2015, è stato chiuso per i necessari lavori di restauro e messa in sicurezza e la sede dell'ateneo è stata spostata.